# La locanda alla fine dei mondi
La locanda alla fine dei mondi (The Sandman: World's End) è un volume antologico pubblicato nel 1994 negli Stati Uniti d'America dalla DC Comics che raccoglie un ciclo di storie pubblicate originariamente nella serie a fumetti Sandman, scritta da Neil Gaiman e illustrata da Jill Thompson negli anni novanta. Fa parte di una serie di volumi del quale rappresenta l'ottavo numero.

## Storia editoriale
Il volume raccoglie gli episodi pubblicati originariamente nella serie regolare Sandman dal n. 51 al n. 56 nel 1993. Tutte le storie sono state scritte da Neil Gaiman, disegnate da Michael Allred, Gary Amaro, Mark Buckingham, Dick Giordano, Tony Harris, Steve Leialoha, Vince Locke, Shea Anton Pensa, Alec Stevens, Bryan Talbot, John Watkiss, e Michael Zulli, colorato da Danny Vozzo e letterato da Todd Klein. Venne pubblicato nel 1994 in due diverse edizioni, con copertina flessibile e con copertina rigida. Ciascuna delle storie presenti sono autoconclusive ma legate da un filo conduttore comune all'interno di una cornice narrativa.

## Trama
Due ragazzi in viaggio in macchina rimangono bloccati da una tempesta di neve e si rifugiano in una locanda chiamata “La fine dei mondi”. Al suo interno trovano personaggi provenienti da varie epoche e diverse dimensioni che passano il tempo raccontandosi storie in attesa che passi la bufera. Quando torna il bel tempo, i viandanti possono tornare alle loro realtà. Ogni storia contiene almeno un personaggio che a sua volta narra una storia:
- Storia di Due Città (n. 51): un cittadino si ritrovò un giorno in quella che egli credette essere il sogno della città in cui abitava, dove incontrò un altro cittadino lì bloccato, Morpheus, e una donna.
- La Storia di Cluracan (n. 52): Cluracan fu inviato alla città di Aurelian a rappresentare gli interessi delle fate negli scontri politici ma venne imprigionato e poi liberato da Morpheus. Utilizzando il potere magico, Cluracan provocò gli abitanti di Aurelian affinché si ribellassero contro il loro corrotto governante.
- Il Leviatano di Hob (n. 53): una ragazza si finge maschio per potersi imbarcare viaggiando così per il mondo e aver così qualcosa da raccontare.
- Il Ragazzo d'Oro (n. 54): un uomo asiatico racconta che Nixon non fu rieletto nel 1972 ma al suo posto gli succedette un ragazzo di nome Prez Rickard che si rivelò un grande presidente.
- Lenzuolo funebre (n. 55): un apprendista dalla necropoli di Litargirio racconta che i suoi abitanti conoscevano innumerevoli metodi di seppellimento e narra del suo apprendistato.

## Elenco degli episodi
| Numero | Titolo                | Scrittore   | Illustratore                    | Inchiostratore                                                                | Colorista    | Letterista | Asst Editor    | Editore      |
| ------ | --------------------- | ----------- | ------------------------------- | ----------------------------------------------------------------------------- | ------------ | ---------- | -------------- | ------------ |
| 51     | Storia di Due Città   | Neil Gaiman | Alec Stevens / Bryan Talbot     | Alec Stevens / Mark Buckingham                                                | Daniel Vozzo | Todd Klein | Shelly Roeberg | Karen Berger |
| 52     | La Storia di Cluracan | Neil Gaiman | John Watkiss / Bryan Talbot     | John Watkiss / Mark Buckingham                                                | Daniel Vozzo | Todd Klein | Shelly Roeberg | Karen Berger |
| 53     | Il Leviatano di Hob   | Neil Gaiman | Michael Zulli / Bryan Talbot    | David Giordano / Mark Buckingham                                              | Daniel Vozzo | Todd Klein | Shelly Roeberg | Karen Berger |
| 54     | Il Ragazzo d'Oro      | Neil Gaiman | Michael Allred / Bryan Talbot   | Michael Allred / Mark Buckingham                                              | Daniel Vozzo | Todd Klein | Shelly Roeberg | Karen Berger |
| 55     | Lenzuolo funebre      | Neil Gaiman | Shea Anton Pensa / Bryan Talbot | Vince Locke / Mark Buckingham                                                 | Daniel Vozzo | Todd Klein | Shelly Roeberg | Karen Berger |
| 56     | Worlds' End           | Neil Gaiman | Gary Amaro / Bryan Talbot       | Dick Giordano / Steve Leialoha / Tony Harris / Mark Buckingham / Bryan Talbot | Daniel Vozzo | Todd Klein | Shelly Roeberg | Karen Berger |